# Gila (fiume)
Il Gila è un fiume degli Stati Uniti d'America sud-occidentali, e affluente del Colorado. Ha una lunghezza di 1.044 km, il suo bacino di raccolta è di 160.000 km quadrati.

## Descrizione
La sua sorgente si trova nella parte occidentale del Nuovo Messico, nella contea di Sierra sulla pendici occidentali dello spartiacque continentale delle Americhe sui Monti Black. Scorre verso sud-ovest attraverso il Gila National Forest e il Gila Cliff Dwellings National Monument, quindi verso ovest in Arizona, passato la città di Safford, e lungo il pendio meridionale dei Monti Gila nella contea di Graham. Emerge dalle valli di montagna a sud-est di Phoenix in Arizona, dove attraversa il Gila River Indian Reservation con una portata d'acqua molto variabile dovuta ai grandi prelievi per l'irrigazione. A ovest di Phoenix, il fiume piega bruscamente a sud lungo il "Gila Bend Mountain", e quindi verso ovest vicino alla città di Gila Bend, Arizona. Arrivato nella contea di Yuma sfocia infine nel fiume Colorado.
Il corso d'acqua conferisce il nome al mostro di Gila (heloderma suspectum), un grosso sauro che popola l'areale del New Mexico e della Baja California.